# Słowo Powszechne
Słowo Powszechne – jedyny w krajach socjalistycznych  dziennik katolicki o zasięgu ogólnokrajowym, wydawany w latach 1947–1997.

## Historia
Gazeta powstała w 1947 r. z inicjatywy Bolesława Piaseckiego jako organ Stowarzyszenia PAX. 18 lutego 1947 r. pismem nr 1642/1947 Główny Urząd Kontroli Prasy, Publikacji i Widowisk udzielił Spółce Wydawniczej PAX zezwolenia na wydawanie dziennika „Słowo Powszechne” w nakładzie 40 tys. egzemplarzy. Pierwszy numer ukazał się 22 marca 1947 r.
Gazeta promowała współpracę środowisk katolickich z władzami PRL. Pismo było krytykowane przez Episkopat Polski, który nigdy nie uznał „Słowa” za pismo katolickie.
W październiku 1956 r. na łamach dziennik ukazał się artykuł Bolesława Piaseckiego pt. „Instynkt państwowy”, który stał się pretekstem do kampanii przeciwko autorowi i przeciwko Stowarzyszeniu PAX. Kampania ta doprowadziła do uprowadzenia i zamordowania syna Bolesława Piaseckiego – Bohdana.
W 1962 r. dziennik ufundował puchar im. Kazimierza Siemianowicza na pierwsze ogólnopolskie Zawody Rakiet Amatorskich zorganizowane przez Aeroklub Polskiej Rzeczypospolitej Ludowej
11 marca 1968 r. pismo zapoczątkowało brutalną kampanię antysemicką w polskich mediach, publikując artykuł Do studentów Uniwersytetu Warszawskiego, która przyczyniła się do wyjazdu z kraju wielu tysięcy, często już zasymilowanych, Żydów. Pismo osiągało nakład 100 tys. egzemplarzy.
Po wprowadzeniu stanu wojennego zawieszono wydawanie dziennika. Pismo wznowiono 18 lutego 1982 r.
W 1993 r. zmieniło tytuł na „Słowo – Dziennik Katolicki”, a w 1997 r. zostało zamknięte.